# 옛 보신각 동종
옛 보신각 동종(舊普信閣 銅鍾, 영어: Bosin-gak)은 조선시대 만들어진 종으로, 1985년까지 서울 종로 보신각에서 제야의 종을 칠 때 사용되었다. 1963년 1월 21일 대한민국의 보물 제2호로 지정되었다.

## 개요
1985년까지 섣달그믐 자정에 종을 울리는 행사를 하였으나 종의 보호를 위해 국립중앙박물관으로 옮겨졌다. 오늘날 새해맞이 타종을 위해 보신각에 걸어둔 종은 성덕대왕신종의 복제품으로, 보신각 동종을 국립중앙박물관으로 옮기면서 새로 만든 것이다.

## 겉모습
높이 3.18미터, 지름 2.28미터, 무게는 19.66톤이며, 양식은 쌍두(雙頭) 용뉴(龍紐)로 되어 있고, 종신복(鍾身腹)에는 3조의 굵은 띠를 돌리고 있다. 또한 종구(鍾口)에는 위쪽으로 일정한 간격을 두고 2조의 띠를 돌리고 있어 이것이 하대(下帶) 역할을 하는 문양대로 되어 있다.

## 역사
보신각 동종은 1468년(세조 14년)에 주조되어 정릉사에 걸려 있었다. 이후 원각사로 옮겨졌으나 임진왜란으로 절이 불타 종루로 옮겨졌다. 정조 때 호서(湖西)의 윤광류(尹光瑠)라는 사람이 운종가(雲鍾街)의 종을 두들기므로, 병조에서 사문(査問)하니, ‘참외를 헌상(獻上)하려는 것이라’ 했는데, 임금이 본 고장으로 쫓아 보내도록 명했었다. 고종 때 종루에 보신각이라는 현판을 걸게 되어 보신각종이라는 이름이 붙여졌다.

## 문화
조선시대에는 서울의 성문을 열고 닫는 시각을 알리는 기능을 하였다. 대한민국에서는 새해를 맞이하여 보신각종을 타종하는 행사를 갖는다. 1985년부터는 새로 만든 종으로 타종하고 있다.

## 사진

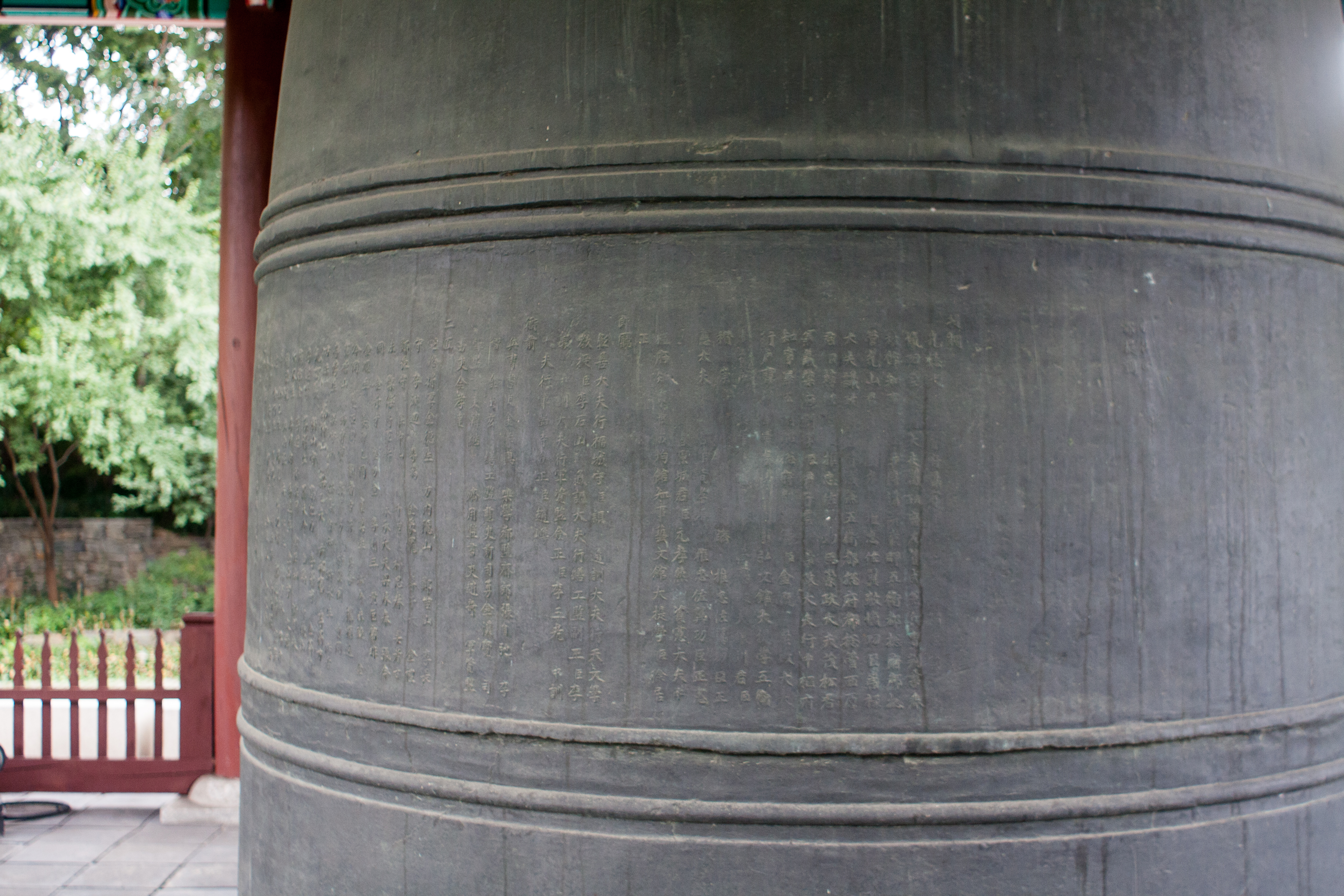
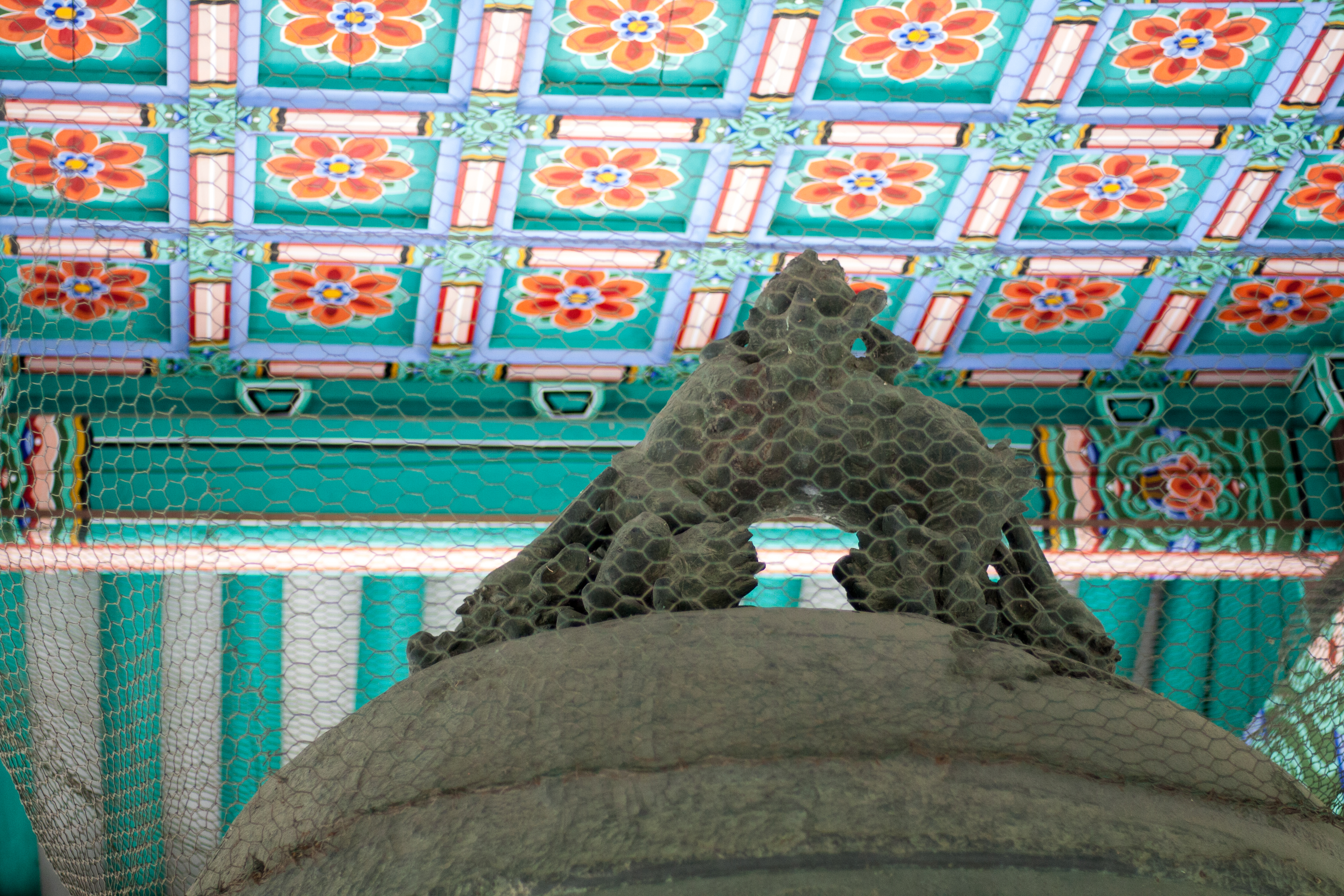
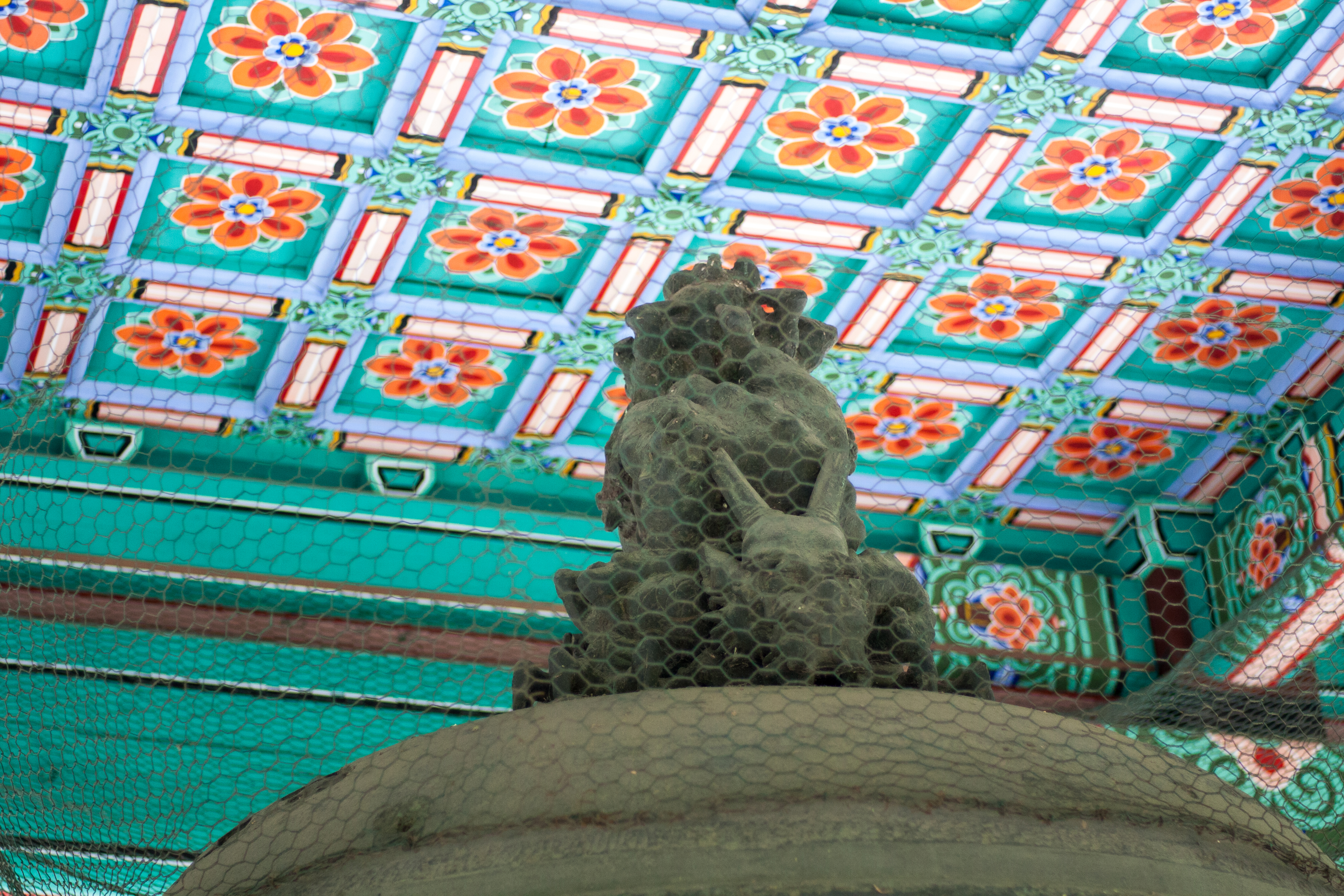

## 같이 보기
- 보신각